# بلوچ نارویی
بلوچ نارویی، روستایی از توابع بخش مرکزی شهرستان زهک در استان سیستان و بلوچستان ایران است.

## جمعیت
این روستا در دهستان خواجه احمد قرار دارد و براساس سرشماری مرکز آمار ایران در سال ۱۳۹۵، جمعیت آن ۱۷۵ نفر (۴۴ خانوار) بوده‌است.